# Антикорупција
Антикорупција обухвата активности које се супротстављају или инхибирају корупцију. Као што корупција има много облика, напори у борби против корупције разликују се по обиму и стратегији. Понекад се повлачи општа разлика између превентивних и реактивних мера. У таквом оквиру, истражни органи и њихови покушаји да разоткрију коруптивне праксе сматрали би се реактивним, док се едукација о негативном утицају корупције или програми интерне усклађености предузећа класификују као први.